# Сумской профессиональный колледж искусств и культуры имени Дмитрия Бортнянского
Сумской профессиональный колледж искусств и культуры им. Д. С. Бортнянского  — учебное заведение в Сумах І-ІІ уровней аккредитации, сформированное в 1997 году в современном виде на базе ликвидированных Сумского музыкального училища имени Д. С. Бортнянского и Сумского училища культуры. 

## История
В 1919 в Сумах основана музыкальная профессиональная школа Леонидом Кагадеевым. В 1960 г. в соответствии с приказом Министра культуры УССР за № 273-В от 7 июня 1960 г. заведение получило статус училища и начало именовалось как Сумское музыкальное училище. 
В 1985 заведено присвоено имя украинского композитора Дмитрия Бортнянского..
Среди выпускников училища прошлых лет – основатель хора «Хрещатик» Лариса Бухонская, певец традиционной украинской эстрады Виталий Белоножко, бандурист Анатолий Абрамов .
Преподавателем духовых инструментов в 1960-х годах был известный русский музыкант Евгений Можеевский, теоретических предметов - кандидат искусствоведения Дубравин Валентин Владимирович .

## Современность
Колледж имеет следующие отделы:
- Музыкальное искусство
- Народное художественное творчество
- Библиотечное дело
- Изобразительное искусство
- Хореография
- Зрелищно-театрализованные мероприятия

При колледже действуют студенческие коллективы:
- Лауреат Всеукраинских фестивалей, лауреат областной премии им. П.Рудя – народный ансамбль народного танца «Молодость» (руководитель – заслуженный работник культуры Украины Евтушенко В. В.),
- Лауреат ІІ всеукраинского конкурса хоровых коллективов им. М.Леонтовича (г. Киев) - академический хор училища (руководитель - Ткаченко Р.В. , концертмейстер - Гутенко А. Ю.),
- Дипломант всеукраинских фестивалей духовой музыки «Сурмы Конституции» (с 2009 г. – «Сурмы Украины» ) – Народный оркестр духовых инструментов училища (руководитель – Гришин В.А.).
- оркестр народных инструментов (руководитель - Лелюшкин Ю. Г.),
- камерный оркестр (руководитель - Хоминич Р. В.),
- эстрадно-симфонический оркестр (руководитель - Гришин В.А.),
- ансамбль скрипачей (руководитель – Подячева Т. В., концертмейстер – Бошко Н. В.),
- ансамбль народных инструментов (руководитель - Лелюшкин Ю. Г.),
- ансамбль гитаристов (руководитель - Литовченко Т. В.),
- трио бандуристок (руководитель - Лелюшкина Р. И.).

Колледж проводит Всеукраинский конкурс хоровых дирижеров им. Д. С. Бортнянского среди студенческой молодежи, игровые программы «Украинские вечерницы», «Новогодние праздники», «Масленица». Студенты и преподаватели отдела – активные участники городских, областных и Всеукраинских выставок.

## Примечения
1. ↑  Постанова Кабінету міністрів Україна "Про вдосконалення мережі вищих та професійно-технічних навчальних закладів
2. ↑  вулиця Кірова. Сайт міськради (недоступная ссылка)
3. ↑  Довжинець И. 
Мистецьке середовище Сумщини середини ХХ століття [Електронний ресурс] / И. Довжинець // Проблеми взаємодії мистецтва, педагогіки та теорії і практики освіти. - 2012. - Вип. 37. - С. 245-258. - Режим доступу: http://nbuv.gov.ua/UJRN/Pvmp_2012_37_23
4. ↑  Постанова ради міністрів УРСР від 14 листопада 1985 р. N 402. Дата обращения: 24 января 2011. Архивировано из оригинала 8 сентября 2014 года.